# گیلز میلتون
جایلز میلتون (انگلیسی: Giles Milton؛ زادهٔ ۱۵ ژانویهٔ ۱۹۶۶) یک روزنامه‌نگار، نویسنده، و تاریخ‌نگار اهل بریتانیا است. او نویسنده کتابی بر اساس زندگی ویلیام آدامز (دریانورد) به نام سامورایی ویلیام (Samurai William) است.
کتاب وقتی هیتلر کوکائین می‌زد و مغز لنین جابه‌جا می‌شد از این نویسنده را پریسا مرتضوی به فارسی برگردانده است.